# Apataniana cornuta
Apataniana cornuta là một loài Trichoptera trong họ Apataniidae. Chúng phân bố ở miền Cổ bắc.